# Cantón de Chavanges
El cantón de Chavanges era una división administrativa francesa, que estaba situada en el departamento de Aube y la región de Champaña-Ardenas.

## Composición
El cantón estaba formado por dieciséis comunas:
- Arrembécourt
- Aulnay
- Bailly-le-Franc
- Balignicourt
- Braux
- Chalette-sur-Voire
- Chavanges
- Donnement
- Jasseines
- Joncreuil
- Lentilles
- Magnicourt
- Montmorency-Beaufort
- Pars-lès-Chavanges
- Saint-Léger-sous-Margerie
- Villeret

## Supresión del cantón de Chavanges
En aplicación del Decreto nº 2014-216 de 21 de febrero de 2014, el cantón de Chavanges fue suprimido el 22 de marzo de 2015 y sus 16 comunas pasaron a formar parte del nuevo cantón de Brienne-le-Château.